# Fritz Felix Pipes
Fritz Felix Pipes, auch Piepes, Jim, Jimmy oder Bedřich genannt, (* 15. April 1887 in Prag, Österreich-Ungarn; † 20. Januar 1983 in Seattle, Washington) war ein österreichischer Tennis- und Eishockeyspieler.

## Leben
Pipes trat Olympischen Spielen 1908 im Einzel und im Doppel an. Im Einzel verlor er in der ersten Runde gegen Oscar Kreuzer. Im Doppel war er zusammen mit Arthur Zborzil gemeldet und hatte in den ersten beiden Runden ein Freilos. Erst im Viertelfinale mussten die beiden erstmals antreten und verloren gegen die späteren Olympiazweiten James Parke und Josiah Ritchie aus dem Vereinigten Königreich.
Bei den Olympischen Spielen in Stockholm gewann Pipes im Einzel in der ersten Runde, schied aber in der zweiten Runde gegen den Südafrikaner Lionel Tapscott aus. Im Doppel erreichte er mit Zborzil das Finale, wo die beiden gegen die Südafrikaner Charles Winslow und Harold Kitson auf Rasen in vier Sätzen mit 6:4, 1:6, 2:6, 2:6 verloren. Die Silbermedaille von Pipes und Zborzil ist bis heute die einzige olympische Tennismedaille für Österreich.
Felix Pipes war aktives Mitglied des 1902 gegründeten Österreichischen Tennisverbandes (ÖTV).
Pipes spielte von 1907 bis 1913 Eishockey in der Mannschaft der DEHG Prag. Mit dieser gewann er 1911 die internationale österreichische Meisterschaft um den Ringhoffer-Pokal und 1912 die böhmische Vizemeisterschaft. 1912 und 1913 spielte er mit der DEHG Prag als Vertreter Österreichs bei der Eishockey-Europameisterschaft.
Sein Bruder Franz Pipes war ebenfalls Tennis- und Eishockeyspieler und spielte mit Fritz Doppel im Tennis und Eishockey im DEHG Prag.
Wenige Tage vor dem Anschluss Österreichs an Nazi-Deutschland 1939 floh der jüdische Pipes mit seiner Frau in die USA. Kurzzeitig wohnten sie in New York, siedelten dann aber nach Seattle um, wo Pipes bis zu seinem Tod lebte.